# Lập kế hoạch kinh doanh tích hợp
Lập kế hoạch kinh doanh tích hợp (IBP) là một quá trình chuyển các kết quả kinh doanh mong muốn thành các yêu cầu tài nguyên và hoạt động, với mục tiêu bao quát là giảm thiểu rủi ro và tối đa hóa lợi nhuận và/hoặc dòng tiền.  Các kết quả kinh doanh, trong đó các quy trình IBP tập trung, có thể được thể hiện dưới dạng thành tích của các loại mục tiêu sau:
- Doanh thu và nhu cầu
- Các cấp độ dịch vụ
- Mức tồn kho
- Lợi nhuận và lợi nhuận
- Dòng tiền

## Các yếu tố tích hợp
Kế hoạch kinh doanh tích hợp thường được xác định theo những cách khác nhau.  Một thách thức trong việc phát triển định nghĩa chung về IBP là không có cách nào được thống nhất phổ biến để mô tả các mức độ và hình thức khác nhau của các quy trình tích hợp.  Các quy trình IBP trưởng thành cho phép các tổ chức tập hợp các yếu tố lập kế hoạch khác nhau vào một quy trình duy nhất.  Điều này bao gồm, nhưng không giới hạn ở những điều sau đây:
- Cung và cầu
- Tài chính & hoạt động
- Chức năng & quy trình kinh doanh
- Chiến lược / Kết quả & quy trình kinh doanh
- Các biện pháp tài chính và phi tài chính
- Dòng tiền, chi phí và doanh thu

Vai trò của quy trình IBP là cân bằng các mục tiêu khác nhau này theo cách đạt được kết quả tổng thể tốt nhất.  Một cách để thực hiện điều này là với Phân tích theo quy định.  Các công cụ này thường được sử dụng trong các quy trình này để tối ưu hóa về mặt toán học các phần của kế hoạch, một ví dụ kinh điển là đầu tư hàng tồn kho.  Các quy trình IBP trưởng thành nhất tận dụng IBP để tối ưu hóa một cách toán học tất cả các khía cạnh của một kế hoạch.

## Lịch sử
Thuật ngữ Lập kế hoạch kinh doanh tích hợp là sự phát triển của Kế hoạch hoạt động và bán hàng, hay S & OP, một thuật ngữ chỉ các quy trình cân bằng nhu cầu với các nguồn lực sản xuất.
Đã có rất nhiều sự tập trung vào Kế hoạch kinh doanh tích hợp trong bối cảnh Kế hoạch hoạt động và bán hàng.  Gartner (www.gartner.com) đề cập đến mô hình trưởng thành S & OP 5 giai đoạn trong đó IBP được gọi là Giai đoạn 4 & 5.  Kế hoạch kinh doanh tích hợp tuy nhiên rộng hơn S & OP.  Đó là một cách tiếp cận kết hợp Quản lý hiệu suất doanh nghiệp (EPM) và S & OP để cung cấp các khả năng gia tăng mà không cung cấp riêng lẻ.  Khi làm như vậy, các nền tảng IBP giải quyết các thách thức lâu dài mà các chuyên gia tài chính và vận hành đã phải vật lộn để vượt qua.  Kết quả: cơ hội cho các bước cải tiến thay đổi cách thức các nhà sản xuất lập kế hoạch, quản lý và điều hành doanh nghiệp của họ.  Ở đây, trọng tâm là tăng cường tích hợp tài chính và đối chiếu các kế hoạch, cũng như tăng khả năng đáp ứng của chuỗi cung ứng bằng cách sử dụng các báo cáo đột xuất và phân tích kịch bản giả định.

## Các thành phần
Kế hoạch kinh doanh tích hợp yêu cầu các khả năng sau đây được kích hoạt:
a) Mô hình doanh nghiệp
- Khả năng tạo mô hình chuỗi nhu cầu
- Khả năng tạo mô hình chuỗi cung ứng
- Khả năng tạo mô hình chuỗi tài chính

b) Lập kế hoạch tổng hợp
- Khả năng tạo một kế hoạch trên nhiều chức năng
- Khả năng tạo kế hoạch dự đoán và hợp tác

c) Tối ưu hóa doanh nghiệp
- Khả năng tạo các kế hoạch tối ưu hóa qua nhiều ràng buộc
- Khả năng tạo tích hợp tài chính qua tối ưu hóa

## Các ứng dụng
IBP đã được sử dụng để mô hình hóa và tích hợp các nỗ lực lập kế hoạch trong một số ứng dụng, bao gồm:
- Lợi nhuận sản phẩm
- Lợi nhuận của khách hàng
- Chi phí vốn
- Hoạt động sản xuất
- Chuỗi cung ứng
- Quy trình kinh doanh (dựa trên con người và thông tin)
- Chính sách kinh doanh
- Đường cầu thị trường
- Chiến lược cạnh tranh

Tất cả những điều trên có thể được tóm tắt là các trường hợp sử dụng Tối ưu hóa doanh nghiệp.

## Sự chỉ trích
Một số ý kiến cho rằng IBP không khác biệt gì so với S & OP.  Xem bài viết của Patrick Bower nơi ông gọi IBP là một trò lừa đảo tiếp thị, một cái tên được phát triển để tạo ra sự nhầm lẫn và bán dịch vụ tư vấn và hệ thống.  Những người đề xuất chính của IBP trên thực tế là các công ty tư vấn.  Đáp lại sự chỉ trích này, người ta đã chỉ ra rằng IBP không phải là một trò lừa bịp tiếp thị, mà là một phần quan trọng của hệ thống Quản lý hiệu suất doanh nghiệp (EPM).
Một chỉ trích khác là IBP không được định nghĩa về mặt học thuật và là chuỗi cung ứng bị sai lệch trong định nghĩa của nó.  Việc thiếu tiêu chuẩn học tập sẽ chừa chỗ cho việc giải thích IBP là gì, điều này gây khó hiểu cho các học viên.  Trong một khảo sát năm 2015 của S & OP, 32% người tham gia trả lời rằng không có sự khác biệt giữa S & OP và IBP, 20% "không biết" và 71% người tham gia trả lời rằng cần có thêm các tiêu chuẩn ngành về S & OP.
Người ta đã gọi rằng IBP thiếu sự quản trị và cần một nhóm ngành để tạo ra một định nghĩa thống nhất.  Do thiếu các tiêu chuẩn học thuật và công nghiệp, đã có một nỗ lực tạo ra một định nghĩa nguồn mở cho IBP.  Định nghĩa này như sau:
Kế hoạch kinh doanh tổng hợp (IBP): Triết lý lập kế hoạch tổng thể, trong đó tất cả các chức năng tổ chức tham gia cung cấp cho giám đốc điều hành định kỳ thông tin đáng tin cậy, để quyết định làm thế nào để điều chỉnh doanh nghiệp xung quanh việc thực hiện kế hoạch để đạt được ngân sách, mục đích chiến lược và tương lai được hình dung.